# Дієго Фазоліс
Дієго Фазоліс (Diego Fasolis) — швейцарський диригент барокової та старовинної музики. Головним чином хоровий диригент, передусім відомий своїми інтерпретаціями кантат та інших духовних творів Й.С. Баха. До його репертуару також входить велика кількість духовних творів Генделя, Палестріни, Вівальді, Букстегуде та багатьох інших барокових композиторів. Крім того, він виконує та записує духовні твори Керубіні, Ліста, а також оперну та іншу світську музику різних епох.
Опублікував понад вісімдесят записів на різних лейблах.
Зайнятий в компонуванні музики для фільмів та іншої відео продукції, а також творів для органу, для солістів, хору та оркестру. 
Вважається одним з найцікавіших виконавців своєї генерації, поєднує багатогранність та віртуозність зі строгим стилем, що високо оцінено світовою публікою та критикою, про що можна судити з реакції спеціалізованої преси на виступи маестро на престижних європейських та американських  фестивалях, на записи на радіо, телебаченні та на CD
Через свою славу в царині вокального та інструментального виконання, часто стає гостем музичних асоціацій як диригент, викладач, та член міжнародних журі.

## Біографія
Дієго Фазоліс родився в Швейцарії. Навчався в консерваторії та Musikhochschule (вищий музично-педагогічний заклад) Цюриха: орган з Еріхом Фоленвідером (Erich Vollenwyder), фортепіано з Jürg von Vintschger, спів з Каролем Шмітом (Carol Smith) та диригування з Клаусом Кналєм (Klaus Knall), отримавши чотири дипломи з різними відзнаками. 
В подальшому, проходив студії, між іншими, у таких відомих світових майстрів: зайняття з органу та імпровізації Gaston Litaize в Парижі; курси давньої виконавчої практики Мікаеля Радулеску (Michael Radulescu). в Кремоні.

### Органіст
Як органіст відзначився виконанням повного корпусу творів для органу Й.С. Баха, Букстегуде, Моцарта, Мендельсона, Франка та Ліста.

### Диригент
- З 1986 співпрацює з Швейцарським Телерадіо (RTSI) як музикант та диригент;
- з 1993 постійний маестро вокальних та інструментальних ансамблів Швейцарського Радіо та Телебачення;
- в 1995 засновує «ансамбль історичних інструментів Ensemble Vanitas в Лугано» і стає його головним диригентом;
- з 1998 головний диригент "I Barocchisti", барокового оркестру старовинних інструментів.

Регулярно диригує італійським Швейцарським Оркестром та найкращими Швейцарськими оркестрами. Має відносини як запрошений маестро з найкращими музичними колективами світу, серед яких: 
- RIAS Kammerchor Berlin
- Sonatori de la Gioiosa Marca
- Concerto Palatino
- Оркестр та Хор Арена ді Верона
- (Оркестр та Хор Міланскої Філармонії та театру Ля Скала
- Оркестр та хор Оперного Театру Рима та Болоньї.

## Премії та відзнаки
- Перша премія Стреза (Stresa)
- Перша премія та іменна стипендія  "Fondazione Migros",
- "Hegar Preis"
- Фінал Женевського (Конкурсу Concorso di Ginevra)

## Дискографія
Див. дискографію на сторінці Фазоліса [Архівовано 23 лютого 2013 у Wayback Machine.]

## Композитори, чиї твори записані Дієго Фазолісом
*Bach Johann Sebastian
- Bach Johann Sebastian; Pergolesi
- Balsamino Simone
- Banchieri Adriano
- Beethoven Ludwig van
- Berlioz Hector
- Bloch Ernest
- Buxtehude Dietrich
- Caldara Antonio
- Carissimi Giacomo
- Cherubini Luigi Carlo
- Donizetti Gaetano
- Durante Francesco
- Eisler Hanns
- Fürstenau Caspar
- Gabrieli Andrea
- Galuppi Baldassarre
- Gossec Jean François
- Guastavino Carlos
- Händel Georg Friedrich
- Haydn Joseph
- Hoch Francesco
- Keller Waldes
- Liszt Franz
- Monteverdi Claudio
- Mozart Wolfgang Amadeus
- Nietzsche Friedrich
- Palestrina Giovanni Pierluigi da
- Purcell Henry
- Rossini Gioacchino
- Rota Renzo
- Saint-Saëns Camille
- Scarlatti Alessandro
- Semini Carlo Florindo
- Senfl Ludwig
- Steffani Agostino
- Stravinskij Igor
- Vivaldi Antonio
- Zwyyssig Alberik